# Rạp Đặng Dung
Rạp Đặng Dung là một rạp chiếu bóng cũ kĩ và nhỏ, cùng thời với Rạp Tháng 8. Trong suốt một thời kì dài, rạp gần như đóng cửa vì không thu hút được khách khi các rạp lớn với thiết bị âm thanh tốt ra đời đồng loạt. Góc khuất và khá xa trung tâm, chỗ để xe hạn chế cũng là điều khiến rạp không thu hút khách. Rạp vắng nhưng vẫn phục vụ chu đáo và chiếu phim hàng ngày. Trực thuộc công ty Điện ảnh Hà Nội nên nguồn phim mới nhập về khá cập nhật, sát với nội dung trình chiếu tại rạp Tháng 8. Có nhận chiếu hợp đồng và giảm giá vé từng thời gian cụ thể.